# Urugua-í (flod)
Río Uruguay är en flod i provinsen Misiones i Argentina. Den är belägen i nordöstra Argentina och är en biflod till Paranáfloden.